# U17-världsmästerskapet i fotboll 2011
U17-världsmästerskapet i fotboll 2011 var det 14:e U17-världsmästerskapet i fotboll och spelades i Mexiko, 18 juni–10 juli 2011. 24 lag deltog i mästerskapet, med värdnationen som slutsegrare. Uruguay tog en andraplacering medan Tyskland vann över Brasilien i matchen om tredjepris.
Totalt spelades det 52 matcher, med 158 gjorda mål. Ivorianen Souleymane Coulibaly gjorde flest mål i turneringen (9 mål), och mexikanen Julio Gómez blev utsedd till turneringens bäste spelare. Jonathan Cubero från Uruguay blev utsedd till turneringens bäste målvakt, och Japan vann utmärkelsen FIFA Fair play award.

## Kvalspel
De 24 lagen kvalificerade sig till mästerskapet genom prestationer i de regionala juniormästerskapen.
Deltagande lag
| AFC (Asien) Asiatiska mästerskapet 2010 - Australien - Japan - Nordkorea - Uzbekistan CAF (Afrika) Afrikanska mästerskapet 2011 - Burkina Faso - Elfenbenskusten - Kongo-Brazzaville - Rwanda | CONCACAF · (Central-, Nordamerika och Karibien) CONCACAF-mästerskapet 2011 - Jamaica - Kanada - Mexiko (värdnation) - Panama - USA CONMEBOL (Sydamerika) Sydamerikanska mästerskapet 2011 - Argentina - Brasilien - Ecuador - Uruguay | OFC (Oceanien) Oceaniska mästerskapet 2011 - Nya Zeeland UEFA (Europa) Europamästerskapet 2011 - Danmark - England - Frankrike - Nederländerna - Tjeckien |

## Arenor och spelorter
| Spelort                              | Arena                 | Kapacitet |
| ------------------------------------ | --------------------- | --------- |
| Mexico City                          | Aztekastadion         | 98 943    |
| Zapopan (Guadalajara)                | Estadio Omnilife      | 49 850    |
| San Nicolás de los Garza (Monterrey) | Estadio Universitario | 43 257    |
| Morelia                              | Estadio Morelos       | 41 056    |
| Querétaro                            | Estadio Corregidora   | 34 130    |
| Pachuca de Soto                      | Estadio Hidalgo       | 30 000    |
| Torreón                              | Estadio Corona        | 30 000    |

## Gruppspel

### Grupplottning
Lottning ägde rum den 17 maj 2011 i Mexico City. Lag från en konfederation kan ej lottas in i samma grupp.
| Lottningsgrupper                                          | Lottningsgrupper                                          | Lottningsgrupper                                          | Lottningsgrupper                                                                    | Lottningsgrupper                                                                    | Lottningsgrupper                                                                    | Lottningsgrupper                                              | Lottningsgrupper                                              | Lottningsgrupper                                              | Lottningsgrupper                                                   | Lottningsgrupper                                                   | Lottningsgrupper                                                   |
| Urna 1                                                    | Urna 1                                                    | Urna 1                                                    | Urna 2                                                                              | Urna 2                                                                              | Urna 2                                                                              | Urna 3                                                        | Urna 3                                                        | Urna 3                                                        | Urna 4                                                             | Urna 4                                                             | Urna 4                                                             |
| --------------------------------------------------------- | --------------------------------------------------------- | --------------------------------------------------------- | ----------------------------------------------------------------------------------- | ----------------------------------------------------------------------------------- | ----------------------------------------------------------------------------------- | ------------------------------------------------------------- | ------------------------------------------------------------- | ------------------------------------------------------------- | ------------------------------------------------------------------ | ------------------------------------------------------------------ | ------------------------------------------------------------------ |
| Argentina · Brasilien · England · Mexiko · Tyskland · USA | Argentina · Brasilien · England · Mexiko · Tyskland · USA | Argentina · Brasilien · England · Mexiko · Tyskland · USA | Burkina Faso · Elfenbenskusten · Jamaica · Kongo-Brazzaville · Nya Zeeland · Rwanda | Burkina Faso · Elfenbenskusten · Jamaica · Kongo-Brazzaville · Nya Zeeland · Rwanda | Burkina Faso · Elfenbenskusten · Jamaica · Kongo-Brazzaville · Nya Zeeland · Rwanda | Australien · Japan · Kanada · Nordkorea · Panama · Uzbekistan | Australien · Japan · Kanada · Nordkorea · Panama · Uzbekistan | Australien · Japan · Kanada · Nordkorea · Panama · Uzbekistan | Danmark · Ecuador · Frankrike · Nederländerna · Tjeckien · Uruguay | Danmark · Ecuador · Frankrike · Nederländerna · Tjeckien · Uruguay | Danmark · Ecuador · Frankrike · Nederländerna · Tjeckien · Uruguay |
| Gruppindelning efter lottning                             |                                                           |                                                           |                                                                                     |                                                                                     |                                                                                     |                                                               |                                                               |                                                               |                                                                    |                                                                    |                                                                    |
| Grupp A                                                   | Grupp A                                                   | Grupp B                                                   | Grupp B                                                                             | Grupp C                                                                             | Grupp C                                                                             | Grupp D                                                       | Grupp D                                                       | Grupp E                                                       | Grupp E                                                            | Grupp F                                                            | Grupp F                                                            |
| Kongo-Brazzaville · Mexiko · Nederländerna · Nordkorea    | Kongo-Brazzaville · Mexiko · Nederländerna · Nordkorea    | Argentina · Frankrike · Jamaica · Japan                   | Argentina · Frankrike · Jamaica · Japan                                             | England · Kanada · Rwanda · Uruguay                                                 | England · Kanada · Rwanda · Uruguay                                                 | Nya Zeeland · Tjeckien · USA · Uzbekistan                     | Nya Zeeland · Tjeckien · USA · Uzbekistan                     | Burkina Faso · Ecuador · Panama · Tyskland                    | Burkina Faso · Ecuador · Panama · Tyskland                         | Australien · Brasilien · Danmark · Elfenbenskusten                 | Australien · Brasilien · Danmark · Elfenbenskusten                 |

Tiderna är angivna i UTC−5.

### Grupp A
| Nr | Lag               | S | V | O | F | GM | IM | MS | P |
| -- | ----------------- | - | - | - | - | -- | -- | -- | - |
| 1  | Mexiko            | 3 | 3 | 0 | 0 | 8  | 4  | +4 | 9 |
| 2  | Kongo-Brazzaville | 3 | 1 | 1 | 1 | 3  | 3  | 0  | 4 |
| 3  | Nordkorea         | 3 | 0 | 2 | 1 | 3  | 5  | −2 | 2 |
| 4  | Nederländerna     | 3 | 0 | 1 | 2 | 3  | 5  | −2 | 1 |

| 1           | 18 juni 2011 | Mexiko                                                           | 3 – 1           | Nordkorea   | Estadio Morelos                                         |                                                         |
| 15:00 UTC–5 | 15:00 UTC–5  | Carlos Fierro 37′ Jong Kwang-Sok 68′ (sjm.) Giovani Casillas 86′ | (1 – 1) Rapport | 3′ Jo Kwang | Morelia Publik: 34 312 Domare: Stephan Studer (Schweiz) | Morelia Publik: 34 312 Domare: Stephan Studer (Schweiz) |
| 15:00 UTC–5 | 15:00 UTC–5  |                                                                  |                 |             | Morelia Publik: 34 312 Domare: Stephan Studer (Schweiz) | Morelia Publik: 34 312 Domare: Stephan Studer (Schweiz) |
| 15:00 UTC–5 | 15:00 UTC–5  |                                                                  |                 |             | Morelia Publik: 34 312 Domare: Stephan Studer (Schweiz) | Morelia Publik: 34 312 Domare: Stephan Studer (Schweiz) |

| 2           | 18 juni 2011 | Kongo-Brazzaville     | 1 – 0           | Nederländerna | Estadio Morelos                                              |                                                              |
| 18:00 UTC–5 | 18:00 UTC–5  | Justalain Kounkou 53′ | (0 – 0) Rapport |               | Morelia Publik: 34 312 Domare: Jafaeth Perea Amador (Panama) | Morelia Publik: 34 312 Domare: Jafaeth Perea Amador (Panama) |
| 18:00 UTC–5 | 18:00 UTC–5  |                       |                 |               | Morelia Publik: 34 312 Domare: Jafaeth Perea Amador (Panama) | Morelia Publik: 34 312 Domare: Jafaeth Perea Amador (Panama) |
| 18:00 UTC–5 | 18:00 UTC–5  |                       |                 |               | Morelia Publik: 34 312 Domare: Jafaeth Perea Amador (Panama) | Morelia Publik: 34 312 Domare: Jafaeth Perea Amador (Panama) |

| 13          | 21 juni 2011 | Nordkorea         | 1 – 1           | Nederländerna           | Estadio Morelos                                      |                                                      |
| 15:00 UTC–5 | 15:00 UTC–5  | Kang Nam-Gwon 48′ | (0 – 0) Rapport | 75′ Danzell Gravenberch | Morelia Publik: 7 500 Domare: Néant Alioum (Kamerun) | Morelia Publik: 7 500 Domare: Néant Alioum (Kamerun) |
| 15:00 UTC–5 | 15:00 UTC–5  |                   |                 |                         | Morelia Publik: 7 500 Domare: Néant Alioum (Kamerun) | Morelia Publik: 7 500 Domare: Néant Alioum (Kamerun) |
| 15:00 UTC–5 | 15:00 UTC–5  |                   |                 |                         | Morelia Publik: 7 500 Domare: Néant Alioum (Kamerun) | Morelia Publik: 7 500 Domare: Néant Alioum (Kamerun) |

| 14          | 21 juni 2011 | Mexiko                                            | 2 – 1           | Kongo-Brazzaville  | Estadio Morelos                                         |                                                         |
| 18:00 UTC–5 | 18:00 UTC–5  | Jonathan Espericueta 40′ Julio Gómez González 85′ | (1 – 0) Rapport | 73′ Bel-Ange Epako | Morelia Publik: 25 710 Domare: Tony Chapron (Frankrike) | Morelia Publik: 25 710 Domare: Tony Chapron (Frankrike) |
| 18:00 UTC–5 | 18:00 UTC–5  |                                                   |                 |                    | Morelia Publik: 25 710 Domare: Tony Chapron (Frankrike) | Morelia Publik: 25 710 Domare: Tony Chapron (Frankrike) |
| 18:00 UTC–5 | 18:00 UTC–5  |                                                   |                 |                    | Morelia Publik: 25 710 Domare: Tony Chapron (Frankrike) | Morelia Publik: 25 710 Domare: Tony Chapron (Frankrike) |

| 25          | 24 juni 2011 | Nordkorea        | 1 – 1           | Kongo-Brazzaville   | Estadio Morelos                                          |                                                          |
| 18:00 UTC–5 | 18:00 UTC–5  | Ju Jong-Chol 14′ | (1 – 0) Rapport | 75′ Christ Nkounkou | Morelia Publik: 14 206 Domare: Pavel Královec (Tjeckien) | Morelia Publik: 14 206 Domare: Pavel Královec (Tjeckien) |
| 18:00 UTC–5 | 18:00 UTC–5  |                  |                 |                     | Morelia Publik: 14 206 Domare: Pavel Královec (Tjeckien) | Morelia Publik: 14 206 Domare: Pavel Královec (Tjeckien) |
| 18:00 UTC–5 | 18:00 UTC–5  |                  |                 |                     | Morelia Publik: 14 206 Domare: Pavel Královec (Tjeckien) | Morelia Publik: 14 206 Domare: Pavel Královec (Tjeckien) |

| 26          | 24 juni 2011 | Mexiko                                                       | 3 – 2           | Nederländerna                       | Estadio Universitario                                        |                                                              |
| 18:00 UTC–5 | 18:00 UTC–5  | Giovani Casillas 29′ Carlos Fierro 43′ Arturo González 90+4′ | (2 – 0) Rapport | 47′ Memphis Depay 63′ Kyle Ebecilio | Monterrey Publik: 29 000 Domare: Víctor Hugo Carrillo (Peru) | Monterrey Publik: 29 000 Domare: Víctor Hugo Carrillo (Peru) |
| 18:00 UTC–5 | 18:00 UTC–5  |                                                              |                 |                                     | Monterrey Publik: 29 000 Domare: Víctor Hugo Carrillo (Peru) | Monterrey Publik: 29 000 Domare: Víctor Hugo Carrillo (Peru) |
| 18:00 UTC–5 | 18:00 UTC–5  |                                                              |                 |                                     | Monterrey Publik: 29 000 Domare: Víctor Hugo Carrillo (Peru) | Monterrey Publik: 29 000 Domare: Víctor Hugo Carrillo (Peru) |

### Grupp B
| Nr | Lag       | S | V | O | F | GM | IM | MS | P |
| -- | --------- | - | - | - | - | -- | -- | -- | - |
| 1  | Japan     | 3 | 2 | 1 | 0 | 5  | 2  | +3 | 7 |
| 2  | Frankrike | 3 | 1 | 2 | 0 | 5  | 2  | +3 | 5 |
| 3  | Argentina | 3 | 1 | 0 | 2 | 3  | 7  | −4 | 3 |
| 4  | Jamaica   | 3 | 0 | 1 | 2 | 2  | 4  | −2 | 1 |

| 3           | 18 juni 2011 | Frankrike                                    | 3 – 0           | Argentina | Estadio Universitario                                           |                                                                 |
| 15:00 UTC–5 | 15:00 UTC–5  | Yassine Benzia 35′, 45′ Sébastien Haller 38′ | (3 – 0) Rapport |           | Monterrey Publik: 16 200 Domare: Roberto García Orozco (Mexiko) | Monterrey Publik: 16 200 Domare: Roberto García Orozco (Mexiko) |
| 15:00 UTC–5 | 15:00 UTC–5  |                                              |                 |           | Monterrey Publik: 16 200 Domare: Roberto García Orozco (Mexiko) | Monterrey Publik: 16 200 Domare: Roberto García Orozco (Mexiko) |
| 15:00 UTC–5 | 15:00 UTC–5  |                                              |                 |           | Monterrey Publik: 16 200 Domare: Roberto García Orozco (Mexiko) | Monterrey Publik: 16 200 Domare: Roberto García Orozco (Mexiko) |

| 4           | 18 juni 2011 | Japan                | 1 – 0           | Jamaica | Estadio Universitario                                  |                                                        |
| 18:00 UTC–5 | 18:00 UTC–5  | Masaya Matsumoto 61′ | (0 – 0) Rapport |         | Monterrey Publik: 8 000 Domare: Néant Alioum (Kamerun) | Monterrey Publik: 8 000 Domare: Néant Alioum (Kamerun) |
| 18:00 UTC–5 | 18:00 UTC–5  |                      |                 |         | Monterrey Publik: 8 000 Domare: Néant Alioum (Kamerun) | Monterrey Publik: 8 000 Domare: Néant Alioum (Kamerun) |
| 18:00 UTC–5 | 18:00 UTC–5  |                      |                 |         | Monterrey Publik: 8 000 Domare: Néant Alioum (Kamerun) | Monterrey Publik: 8 000 Domare: Néant Alioum (Kamerun) |

| 15          | 21 juni 2011 | Japan                    | 1 – 1           | Frankrike            | Estadio Universitario                                       |                                                             |
| 15:00 UTC–5 | 15:00 UTC–5  | Hideki Ishige 49′ (str.) | (0 – 1) Rapport | 24′ Abdallah Yaisien | Monterrey Publik: 4 827 Domare: Víctor Hugo Carrillo (Peru) | Monterrey Publik: 4 827 Domare: Víctor Hugo Carrillo (Peru) |
| 15:00 UTC–5 | 15:00 UTC–5  |                          |                 |                      | Monterrey Publik: 4 827 Domare: Víctor Hugo Carrillo (Peru) | Monterrey Publik: 4 827 Domare: Víctor Hugo Carrillo (Peru) |
| 15:00 UTC–5 | 15:00 UTC–5  |                          |                 |                      | Monterrey Publik: 4 827 Domare: Víctor Hugo Carrillo (Peru) | Monterrey Publik: 4 827 Domare: Víctor Hugo Carrillo (Peru) |

| 16          | 21 juni 2011 | Jamaica            | 1 – 2           | Argentina                         | Estadio Universitario                                     |                                                           |
| 18:00 UTC–5 | 18:00 UTC–5  | Zhelano Barnes 89′ | (0 – 1) Rapport | 23′ Jonathan Silva 63′ Lucas Pugh | Monterrey Publik: 9 150 Domare: Pavel Královec (Tjeckien) | Monterrey Publik: 9 150 Domare: Pavel Královec (Tjeckien) |
| 18:00 UTC–5 | 18:00 UTC–5  |                    |                 |                                   | Monterrey Publik: 9 150 Domare: Pavel Královec (Tjeckien) | Monterrey Publik: 9 150 Domare: Pavel Královec (Tjeckien) |
| 18:00 UTC–5 | 18:00 UTC–5  |                    |                 |                                   | Monterrey Publik: 9 150 Domare: Pavel Královec (Tjeckien) | Monterrey Publik: 9 150 Domare: Pavel Královec (Tjeckien) |

| 27          | 24 juni 2011 | Japan                                                | 3 – 1           | Argentina          | Estadio Morelos                                       |                                                       |
| 15:00 UTC–5 | 15:00 UTC–5  | Daisuke Takagi 4′ Naomichi Ueda 20′ Hiroki Akino 74′ | (2 – 0) Rapport | 87′ Brian Ferreira | Morelia Publik: 10 200 Domare: Néant Alioum (Kamerun) | Morelia Publik: 10 200 Domare: Néant Alioum (Kamerun) |
| 15:00 UTC–5 | 15:00 UTC–5  |                                                      |                 |                    | Morelia Publik: 10 200 Domare: Néant Alioum (Kamerun) | Morelia Publik: 10 200 Domare: Néant Alioum (Kamerun) |
| 15:00 UTC–5 | 15:00 UTC–5  |                                                      |                 |                    | Morelia Publik: 10 200 Domare: Néant Alioum (Kamerun) | Morelia Publik: 10 200 Domare: Néant Alioum (Kamerun) |

| 28          | 24 juni 2011 | Jamaica        | 1 – 1           | Frankrike          | Estadio Universitario                                               |                                                                     |
| 15:00 UTC–5 | 15:00 UTC–5  | Andre Lewis 9′ | (1 – 0) Rapport | 58′ Yassine Benzia | Monterrey Publik: 7 566 Domare: Helder Martins de Carvalho (Angola) | Monterrey Publik: 7 566 Domare: Helder Martins de Carvalho (Angola) |
| 15:00 UTC–5 | 15:00 UTC–5  |                |                 |                    | Monterrey Publik: 7 566 Domare: Helder Martins de Carvalho (Angola) | Monterrey Publik: 7 566 Domare: Helder Martins de Carvalho (Angola) |
| 15:00 UTC–5 | 15:00 UTC–5  |                |                 |                    | Monterrey Publik: 7 566 Domare: Helder Martins de Carvalho (Angola) | Monterrey Publik: 7 566 Domare: Helder Martins de Carvalho (Angola) |

### Grupp C
| Nr | Lag     | S | V | O | F | GM | IM | MS | P |
| -- | ------- | - | - | - | - | -- | -- | -- | - |
| 1  | England | 3 | 2 | 1 | 0 | 6  | 2  | +4 | 7 |
| 2  | Uruguay | 3 | 2 | 0 | 1 | 4  | 2  | +2 | 6 |
| 3  | Kanada  | 3 | 0 | 2 | 1 | 2  | 5  | −3 | 2 |
| 4  | Rwanda  | 3 | 0 | 1 | 2 | 0  | 3  | −3 | 1 |

| 5           | 19 juni 2011 | Rwanda | 0 – 2           | England                             | Estadio Hidalgo                                                |                                                                |
| 15:00 UTC–5 | 15:00 UTC–5  |        | (0 – 0) Rapport | 68′ Hallam Hope 86′ Raheem Sterling | Pachuca de Soto Publik: 12 640 Domare: Norbert Hauata (Tahiti) | Pachuca de Soto Publik: 12 640 Domare: Norbert Hauata (Tahiti) |
| 15:00 UTC–5 | 15:00 UTC–5  |        |                 |                                     | Pachuca de Soto Publik: 12 640 Domare: Norbert Hauata (Tahiti) | Pachuca de Soto Publik: 12 640 Domare: Norbert Hauata (Tahiti) |
| 15:00 UTC–5 | 15:00 UTC–5  |        |                 |                                     | Pachuca de Soto Publik: 12 640 Domare: Norbert Hauata (Tahiti) | Pachuca de Soto Publik: 12 640 Domare: Norbert Hauata (Tahiti) |

| 6           | 19 juni 2011 | Uruguay                                                              | 3 – 0           | Kanada | Estadio Hidalgo                                                   |                                                                   |
| 18:00 UTC–5 | 18:00 UTC–5  | Juan Cruz Mascia 52′ Guillermo Méndez 85′ (str.) Elbio Álvarez 90+3′ | (0 – 0) Rapport |        | Pachuca de Soto Publik: 12 699 Domare: Alexey Nikolaev (Ryssland) | Pachuca de Soto Publik: 12 699 Domare: Alexey Nikolaev (Ryssland) |
| 18:00 UTC–5 | 18:00 UTC–5  |                                                                      |                 |        | Pachuca de Soto Publik: 12 699 Domare: Alexey Nikolaev (Ryssland) | Pachuca de Soto Publik: 12 699 Domare: Alexey Nikolaev (Ryssland) |
| 18:00 UTC–5 | 18:00 UTC–5  |                                                                      |                 |        | Pachuca de Soto Publik: 12 699 Domare: Alexey Nikolaev (Ryssland) | Pachuca de Soto Publik: 12 699 Domare: Alexey Nikolaev (Ryssland) |

| 17          | 22 juni 2011 | Uruguay             | 1 – 0           | Rwanda | Estadio Hidalgo                                                  |                                                                  |
| 15:00 UTC–5 | 15:00 UTC–5  | Leonardo Pais 90+5′ | (0 – 0) Rapport |        | Pachuca de Soto Publik: 12 999 Domare: Svein Oddvar Moen (Norge) | Pachuca de Soto Publik: 12 999 Domare: Svein Oddvar Moen (Norge) |
| 15:00 UTC–5 | 15:00 UTC–5  |                     |                 |        | Pachuca de Soto Publik: 12 999 Domare: Svein Oddvar Moen (Norge) | Pachuca de Soto Publik: 12 999 Domare: Svein Oddvar Moen (Norge) |
| 15:00 UTC–5 | 15:00 UTC–5  |                     |                 |        | Pachuca de Soto Publik: 12 999 Domare: Svein Oddvar Moen (Norge) | Pachuca de Soto Publik: 12 999 Domare: Svein Oddvar Moen (Norge) |

| 18          | 22 juni 2011 | Kanada                              | 2 – 2           | England                           | Estadio Hidalgo                                             |                                                             |
| 18:00 UTC–5 | 18:00 UTC–5  | Sadi Jalali 50′ Quillan Roberts 87′ | (0 – 0) Rapport | 46′ Adam Morgan 77′ Blair Turgott | Pachuca de Soto Publik: 17 882 Domare: Omar Ponce (Ecuador) | Pachuca de Soto Publik: 17 882 Domare: Omar Ponce (Ecuador) |
| 18:00 UTC–5 | 18:00 UTC–5  |                                     |                 |                                   | Pachuca de Soto Publik: 17 882 Domare: Omar Ponce (Ecuador) | Pachuca de Soto Publik: 17 882 Domare: Omar Ponce (Ecuador) |
| 18:00 UTC–5 | 18:00 UTC–5  |                                     |                 |                                   | Pachuca de Soto Publik: 17 882 Domare: Omar Ponce (Ecuador) | Pachuca de Soto Publik: 17 882 Domare: Omar Ponce (Ecuador) |

| 29          | 25 juni 2011 | Uruguay | 0 – 2           | England                                | Estadio Corona                                                              |                                                                             |
| 15:00 UTC–5 | 15:00 UTC–5  |         | (0 – 1) Rapport | 45′ Nathaniel Chalobah 58′ Max Clayton | Torreón Publik: 11 410 Domare: Ali Hamad Al-Badwawi (Förenade arabemiraten) | Torreón Publik: 11 410 Domare: Ali Hamad Al-Badwawi (Förenade arabemiraten) |
| 15:00 UTC–5 | 15:00 UTC–5  |         |                 |                                        | Torreón Publik: 11 410 Domare: Ali Hamad Al-Badwawi (Förenade arabemiraten) | Torreón Publik: 11 410 Domare: Ali Hamad Al-Badwawi (Förenade arabemiraten) |
| 15:00 UTC–5 | 15:00 UTC–5  |         |                 |                                        | Torreón Publik: 11 410 Domare: Ali Hamad Al-Badwawi (Förenade arabemiraten) | Torreón Publik: 11 410 Domare: Ali Hamad Al-Badwawi (Förenade arabemiraten) |

| 30          | 25 juni 2011 | Kanada | 0 – 0   | Rwanda | Estadio Hidalgo                                                |                                                                |
| 15:00 UTC–5 | 15:00 UTC–5  |        | Rapport |        | Pachuca de Soto Publik: 5 803 Domare: Tony Chapron (Frankrike) | Pachuca de Soto Publik: 5 803 Domare: Tony Chapron (Frankrike) |
| 15:00 UTC–5 | 15:00 UTC–5  |        |         |        | Pachuca de Soto Publik: 5 803 Domare: Tony Chapron (Frankrike) | Pachuca de Soto Publik: 5 803 Domare: Tony Chapron (Frankrike) |
| 15:00 UTC–5 | 15:00 UTC–5  |        |         |        | Pachuca de Soto Publik: 5 803 Domare: Tony Chapron (Frankrike) | Pachuca de Soto Publik: 5 803 Domare: Tony Chapron (Frankrike) |

### Grupp D
| Nr | Lag         | S | V | O | F | GM | IM | MS | P |
| -- | ----------- | - | - | - | - | -- | -- | -- | - |
| 1  | Uzbekistan  | 3 | 2 | 0 | 1 | 5  | 6  | −1 | 6 |
| 2  | USA         | 3 | 1 | 1 | 1 | 4  | 2  | +2 | 4 |
| 3  | Nya Zeeland | 3 | 1 | 1 | 1 | 4  | 2  | +2 | 4 |
| 4  | Tjeckien    | 3 | 1 | 0 | 2 | 2  | 5  | −3 | 3 |

| 7           | 19 juni 2011 | Uzbekistan         | 1 – 4           | Nya Zeeland                                      | Estadio Corona                                        |                                                       |
| 15:00 UTC–5 | 15:00 UTC–5  | Timur Khakimov 39′ | (1 – 2) Rapport | 10′, 36′, 53′ Stephen Carmichael 87′ Jordan Vale | Torreón Publik: 7 561 Domare: Helder Martins (Angola) | Torreón Publik: 7 561 Domare: Helder Martins (Angola) |
| 15:00 UTC–5 | 15:00 UTC–5  |                    |                 |                                                  | Torreón Publik: 7 561 Domare: Helder Martins (Angola) | Torreón Publik: 7 561 Domare: Helder Martins (Angola) |
| 15:00 UTC–5 | 15:00 UTC–5  |                    |                 |                                                  | Torreón Publik: 7 561 Domare: Helder Martins (Angola) | Torreón Publik: 7 561 Domare: Helder Martins (Angola) |

| 8           | 19 juni 2011 | USA                                                        | 3 – 0           | Tjeckien | Estadio Corona                                        |                                                       |
| 18:00 UTC–5 | 18:00 UTC–5  | Alejandro Guido 5′ Esteban Rodriguez 52′ Alfred Koroma 89′ | (1 – 0) Rapport |          | Torreón Publik: 15 083 Domare: Diego Abal (Argentina) | Torreón Publik: 15 083 Domare: Diego Abal (Argentina) |
| 18:00 UTC–5 | 18:00 UTC–5  |                                                            |                 |          | Torreón Publik: 15 083 Domare: Diego Abal (Argentina) | Torreón Publik: 15 083 Domare: Diego Abal (Argentina) |
| 18:00 UTC–5 | 18:00 UTC–5  |                                                            |                 |          | Torreón Publik: 15 083 Domare: Diego Abal (Argentina) | Torreón Publik: 15 083 Domare: Diego Abal (Argentina) |

| 19    | 22 juni 2011 | USA               | 1 – 2           | Uzbekistan                                         | Estadio Corona                                           |                                                          |
| UTC–5 | UTC–5        | Alfred Koroma 47′ | (0 – 1) Rapport | 13′ Bobir Davlatov 54′ (str.) Abbosbek Makhstaliev | Torreón Publik: 4 133 Domare: Alexey Nikolaev (Ryssland) | Torreón Publik: 4 133 Domare: Alexey Nikolaev (Ryssland) |
| UTC–5 | UTC–5        |                   |                 |                                                    | Torreón Publik: 4 133 Domare: Alexey Nikolaev (Ryssland) | Torreón Publik: 4 133 Domare: Alexey Nikolaev (Ryssland) |
| UTC–5 | UTC–5        |                   |                 |                                                    | Torreón Publik: 4 133 Domare: Alexey Nikolaev (Ryssland) | Torreón Publik: 4 133 Domare: Alexey Nikolaev (Ryssland) |

| 20          | 22 juni 2011 | Tjeckien        | 1 – 0           | Nya Zeeland | Estadio Corona                                                |                                                               |
| 18:00 UTC–5 | 18:00 UTC–5  | Lukáš Juliš 28′ | (1 – 0) Rapport |             | Torreón Publik: 10 105 Domare: Roberto García Orozco (Mexiko) | Torreón Publik: 10 105 Domare: Roberto García Orozco (Mexiko) |
| 18:00 UTC–5 | 18:00 UTC–5  |                 |                 |             | Torreón Publik: 10 105 Domare: Roberto García Orozco (Mexiko) | Torreón Publik: 10 105 Domare: Roberto García Orozco (Mexiko) |
| 18:00 UTC–5 | 18:00 UTC–5  |                 |                 |             | Torreón Publik: 10 105 Domare: Roberto García Orozco (Mexiko) | Torreón Publik: 10 105 Domare: Roberto García Orozco (Mexiko) |

| 31          | 25 juni 2011 | USA | 0 – 0   | Nya Zeeland | Estadio Hidalgo                                                   |                                                                   |
| 18:00 UTC–5 | 18:00 UTC–5  |     | Rapport |             | Pachuca de Soto Publik: 8 556 Domare: Bas Nijhuis (Nederländerna) | Pachuca de Soto Publik: 8 556 Domare: Bas Nijhuis (Nederländerna) |
| 18:00 UTC–5 | 18:00 UTC–5  |     |         |             | Pachuca de Soto Publik: 8 556 Domare: Bas Nijhuis (Nederländerna) | Pachuca de Soto Publik: 8 556 Domare: Bas Nijhuis (Nederländerna) |
| 18:00 UTC–5 | 18:00 UTC–5  |     |         |             | Pachuca de Soto Publik: 8 556 Domare: Bas Nijhuis (Nederländerna) | Pachuca de Soto Publik: 8 556 Domare: Bas Nijhuis (Nederländerna) |

| 32          | 25 juni 2011 | Tjeckien               | 1 – 2           | Uzbekistan                                  | Estadio Corona                                        |                                                       |
| 18:00 UTC–5 | 18:00 UTC–5  | Lukáš Juliš 23′ (str.) | (1 – 1) Rapport | 44′ Timur Khakimov 73′ Abbosbek Makhstaliev | Torreón Publik: 14 673 Domare: Raymon Bogle (Jamaica) | Torreón Publik: 14 673 Domare: Raymon Bogle (Jamaica) |
| 18:00 UTC–5 | 18:00 UTC–5  |                        |                 |                                             | Torreón Publik: 14 673 Domare: Raymon Bogle (Jamaica) | Torreón Publik: 14 673 Domare: Raymon Bogle (Jamaica) |
| 18:00 UTC–5 | 18:00 UTC–5  |                        |                 |                                             | Torreón Publik: 14 673 Domare: Raymon Bogle (Jamaica) | Torreón Publik: 14 673 Domare: Raymon Bogle (Jamaica) |

### Grupp E
| Nr | Lag          | S | V | O | F | GM | IM | MS  | P |
| -- | ------------ | - | - | - | - | -- | -- | --- | - |
| 1  | Tyskland     | 3 | 3 | 0 | 0 | 11 | 1  | +10 | 9 |
| 2  | Ecuador      | 3 | 2 | 0 | 1 | 5  | 7  | −2  | 6 |
| 3  | Panama       | 3 | 1 | 0 | 2 | 2  | 4  | −2  | 3 |
| 4  | Burkina Faso | 3 | 0 | 0 | 3 | 0  | 6  | −6  | 0 |

| 9           | 20 juni 2011 | Tyskland                                                                                  | 6 – 1           | Ecuador           | Estadio Corregidora                                          |                                                              |
| 15:00 UTC–5 | 15:00 UTC–5  | Samed Yeşil 31′, 69′ Cimo Röcker 54′ Levent Ayçiçek 61′ Marvin Ducksch 85′ Okan Aydın 90′ | (1 – 0) Rapport | 51′ Carlos Gruezo | Querétaro Publik: 23 500 Domare: Elmer Bonilla (El Salvador) | Querétaro Publik: 23 500 Domare: Elmer Bonilla (El Salvador) |
| 15:00 UTC–5 | 15:00 UTC–5  |                                                                                           |                 |                   | Querétaro Publik: 23 500 Domare: Elmer Bonilla (El Salvador) | Querétaro Publik: 23 500 Domare: Elmer Bonilla (El Salvador) |
| 15:00 UTC–5 | 15:00 UTC–5  |                                                                                           |                 |                   | Querétaro Publik: 23 500 Domare: Elmer Bonilla (El Salvador) | Querétaro Publik: 23 500 Domare: Elmer Bonilla (El Salvador) |

| 10          | 20 juni 2011 | Burkina Faso | 0 – 1           | Panama             | Estadio Corregidora                                          |                                                              |
| 15:00 UTC–5 | 15:00 UTC–5  |              | (0 – 1) Rapport | 22′ Jorman Aguilar | Querétaro Publik: 25 167 Domare: Bas Nijhuis (Nederländerna) | Querétaro Publik: 25 167 Domare: Bas Nijhuis (Nederländerna) |
| 15:00 UTC–5 | 15:00 UTC–5  |              |                 |                    | Querétaro Publik: 25 167 Domare: Bas Nijhuis (Nederländerna) | Querétaro Publik: 25 167 Domare: Bas Nijhuis (Nederländerna) |
| 15:00 UTC–5 | 15:00 UTC–5  |              |                 |                    | Querétaro Publik: 25 167 Domare: Bas Nijhuis (Nederländerna) | Querétaro Publik: 25 167 Domare: Bas Nijhuis (Nederländerna) |

| 21          | 23 juni 2011 | Burkina Faso | 0 – 3           | Tyskland                                                      | Estadio Corregidora                                       |                                                           |
| 15:00 UTC–5 | 15:00 UTC–5  |              | (0 – 2) Rapport | 4′ Koray Günter 26′ (str.) Levent Ayçiçek 64′ Mitchell Weiser | Querétaro Publik: 14 603 Domare: Paul Delgadillo (Mexiko) | Querétaro Publik: 14 603 Domare: Paul Delgadillo (Mexiko) |
| 15:00 UTC–5 | 15:00 UTC–5  |              |                 |                                                               | Querétaro Publik: 14 603 Domare: Paul Delgadillo (Mexiko) | Querétaro Publik: 14 603 Domare: Paul Delgadillo (Mexiko) |
| 15:00 UTC–5 | 15:00 UTC–5  |              |                 |                                                               | Querétaro Publik: 14 603 Domare: Paul Delgadillo (Mexiko) | Querétaro Publik: 14 603 Domare: Paul Delgadillo (Mexiko) |

| 22          | 23 juni 2011 | Panama             | 1 – 2           | Ecuador                                      | Estadio Corregidora                                                 |                                                                     |
| 18:00 UTC–5 | 18:00 UTC–5  | Jorman Aguilar 33′ | (1 – 0) Rapport | 61′ Jordan Jaime 82′ José Francisco Cevallos | Querétaro Publik: 18 650 Domare: Nawaf Ghayyath Shukralla (Bahrain) | Querétaro Publik: 18 650 Domare: Nawaf Ghayyath Shukralla (Bahrain) |
| 18:00 UTC–5 | 18:00 UTC–5  |                    |                 |                                              | Querétaro Publik: 18 650 Domare: Nawaf Ghayyath Shukralla (Bahrain) | Querétaro Publik: 18 650 Domare: Nawaf Ghayyath Shukralla (Bahrain) |
| 18:00 UTC–5 | 18:00 UTC–5  |                    |                 |                                              | Querétaro Publik: 18 650 Domare: Nawaf Ghayyath Shukralla (Bahrain) | Querétaro Publik: 18 650 Domare: Nawaf Ghayyath Shukralla (Bahrain) |

| 33          | 26 juni 2011 | Burkina Faso | 0 – 2           | Ecuador                                       | Estadio Omnilife                                              |                                                               |
| 15:00 UTC–5 | 15:00 UTC–5  |              | (0 – 0) Rapport | 74′ José Francisco Cevallos 76′ Kevin Mercado | Guadalajara Publik: 15 165 Domare: Alexey Nikolaev (Ryssland) | Guadalajara Publik: 15 165 Domare: Alexey Nikolaev (Ryssland) |
| 15:00 UTC–5 | 15:00 UTC–5  |              |                 |                                               | Guadalajara Publik: 15 165 Domare: Alexey Nikolaev (Ryssland) | Guadalajara Publik: 15 165 Domare: Alexey Nikolaev (Ryssland) |
| 15:00 UTC–5 | 15:00 UTC–5  |              |                 |                                               | Guadalajara Publik: 15 165 Domare: Alexey Nikolaev (Ryssland) | Guadalajara Publik: 15 165 Domare: Alexey Nikolaev (Ryssland) |

| 34          | 26 juni 2011 | Panama | 0 – 2           | Tyskland                           | Estadio Corregidora                                      |                                                          |
| 15:00 UTC–5 | 15:00 UTC–5  |        | (0 – 2) Rapport | 10′ Okan Aydın 39′ Mitchell Weiser | Querétaro Publik: 28 500 Domare: Norbert Hauata (Tahiti) | Querétaro Publik: 28 500 Domare: Norbert Hauata (Tahiti) |
| 15:00 UTC–5 | 15:00 UTC–5  |        |                 |                                    | Querétaro Publik: 28 500 Domare: Norbert Hauata (Tahiti) | Querétaro Publik: 28 500 Domare: Norbert Hauata (Tahiti) |
| 15:00 UTC–5 | 15:00 UTC–5  |        |                 |                                    | Querétaro Publik: 28 500 Domare: Norbert Hauata (Tahiti) | Querétaro Publik: 28 500 Domare: Norbert Hauata (Tahiti) |

### Grupp F
| Nr | Lag             | S | V | O | F | GM | IM | MS | P |
| -- | --------------- | - | - | - | - | -- | -- | -- | - |
| 1  | Brasilien       | 3 | 2 | 1 | 0 | 7  | 3  | +4 | 7 |
| 2  | Elfenbenskusten | 3 | 1 | 1 | 1 | 8  | 7  | +1 | 4 |
| 3  | Australien      | 3 | 1 | 1 | 1 | 3  | 3  | 0  | 4 |
| 4  | Danmark         | 3 | 0 | 1 | 2 | 3  | 8  | −5 | 1 |

| 11          | 20 juni 2011 | Brasilien                               | 3 – 0           | Danmark | Estadio Omnilife                                                          |                                                                           |
| 15:00 UTC–5 | 15:00 UTC–5  | Ademilson 32′, 78′ Wallace Oliveira 57′ | (1 – 0) Rapport |         | Guadalajara Publik: 18 845 Domare: Ali Al Badwawi (Förenade arabemiraten) | Guadalajara Publik: 18 845 Domare: Ali Al Badwawi (Förenade arabemiraten) |
| 15:00 UTC–5 | 15:00 UTC–5  |                                         |                 |         | Guadalajara Publik: 18 845 Domare: Ali Al Badwawi (Förenade arabemiraten) | Guadalajara Publik: 18 845 Domare: Ali Al Badwawi (Förenade arabemiraten) |
| 15:00 UTC–5 | 15:00 UTC–5  |                                         |                 |         | Guadalajara Publik: 18 845 Domare: Ali Al Badwawi (Förenade arabemiraten) | Guadalajara Publik: 18 845 Domare: Ali Al Badwawi (Förenade arabemiraten) |

| 12          | 20 juni 2011 | Australien                              | 2 – 1           | Elfenbenskusten          | Estadio Omnilife                                           |                                                            |
| 18:00 UTC–5 | 18:00 UTC–5  | Jesse Makarounas 51′ Dylan Tombides 77′ | (0 – 1) Rapport | 18′ Souleymane Coulibaly | Guadalajara Publik: 20 728 Domare: Raymond Bogle (Jamaica) | Guadalajara Publik: 20 728 Domare: Raymond Bogle (Jamaica) |
| 18:00 UTC–5 | 18:00 UTC–5  |                                         |                 |                          | Guadalajara Publik: 20 728 Domare: Raymond Bogle (Jamaica) | Guadalajara Publik: 20 728 Domare: Raymond Bogle (Jamaica) |
| 18:00 UTC–5 | 18:00 UTC–5  |                                         |                 |                          | Guadalajara Publik: 20 728 Domare: Raymond Bogle (Jamaica) | Guadalajara Publik: 20 728 Domare: Raymond Bogle (Jamaica) |

| 23          | 23 juni 2011 | Australien | 0 – 1           | Brasilien          | Estadio Omnilife                                            |                                                             |
| 15:00 UTC–5 | 15:00 UTC–5  |            | (0 – 0) Rapport | 76′ Adryan Tavares | Guadalajara Publik: 21 159 Domare: Stephen Studer (Schweiz) | Guadalajara Publik: 21 159 Domare: Stephen Studer (Schweiz) |
| 15:00 UTC–5 | 15:00 UTC–5  |            |                 |                    | Guadalajara Publik: 21 159 Domare: Stephen Studer (Schweiz) | Guadalajara Publik: 21 159 Domare: Stephen Studer (Schweiz) |
| 15:00 UTC–5 | 15:00 UTC–5  |            |                 |                    | Guadalajara Publik: 21 159 Domare: Stephen Studer (Schweiz) | Guadalajara Publik: 21 159 Domare: Stephen Studer (Schweiz) |

| 24          | 23 juni 2011 | Elfenbenskusten                                | 4 – 2           | Danmark                              | Estadio Omnilife                                               |                                                                |
| 18:00 UTC–5 | 18:00 UTC–5  | Souleymane Coulibaly 23′, 37′, 41′ (str.), 69′ | (3 – 2) Rapport | 9′ Kenneth Zohore 32′ Viktor Fischer | Guadalajara Publik: 22 126 Domare: Elmer Bonilla (El Salvador) | Guadalajara Publik: 22 126 Domare: Elmer Bonilla (El Salvador) |
| 18:00 UTC–5 | 18:00 UTC–5  |                                                |                 |                                      | Guadalajara Publik: 22 126 Domare: Elmer Bonilla (El Salvador) | Guadalajara Publik: 22 126 Domare: Elmer Bonilla (El Salvador) |
| 18:00 UTC–5 | 18:00 UTC–5  |                                                |                 |                                      | Guadalajara Publik: 22 126 Domare: Elmer Bonilla (El Salvador) | Guadalajara Publik: 22 126 Domare: Elmer Bonilla (El Salvador) |

| 36          | 26 juni 2011 | Elfenbenskusten                    | 3 – 3           | Brasilien                                          | Estadio Omnilife                                                  |                                                                   |
| 18:00 UTC–5 | 18:00 UTC–5  | Souleymane Coulibaly 11′, 33′, 58′ | (2 – 2) Rapport | 8′ Lucas Piazon 14′ Ademilson 90+3′ Adryan Tavares | Guadalajara Publik: 24 943 Domare: Roberto García Orozco (Mexiko) | Guadalajara Publik: 24 943 Domare: Roberto García Orozco (Mexiko) |
| 18:00 UTC–5 | 18:00 UTC–5  |                                    |                 |                                                    | Guadalajara Publik: 24 943 Domare: Roberto García Orozco (Mexiko) | Guadalajara Publik: 24 943 Domare: Roberto García Orozco (Mexiko) |
| 18:00 UTC–5 | 18:00 UTC–5  |                                    |                 |                                                    | Guadalajara Publik: 24 943 Domare: Roberto García Orozco (Mexiko) | Guadalajara Publik: 24 943 Domare: Roberto García Orozco (Mexiko) |

| 35          | 27 juni 2011 | Australien         | 1 – 1           | Danmark                    | Estadio Corregidora                                    |                                                        |
| 10:00 UTC–5 | 10:00 UTC–5  | Luke Remington 89′ | (0 – 1) Rapport | 35′ Lee Rochester Sørensen | Querétaro Publik: 2 000 Domare: Diego Abal (Argentina) | Querétaro Publik: 2 000 Domare: Diego Abal (Argentina) |
| 10:00 UTC–5 | 10:00 UTC–5  |                    |                 |                            | Querétaro Publik: 2 000 Domare: Diego Abal (Argentina) | Querétaro Publik: 2 000 Domare: Diego Abal (Argentina) |
| 10:00 UTC–5 | 10:00 UTC–5  |                    |                 |                            | Querétaro Publik: 2 000 Domare: Diego Abal (Argentina) | Querétaro Publik: 2 000 Domare: Diego Abal (Argentina) |

### Rankning tredjeplacerade lag
| Lag (grupp)     | S | V | O | F | GM | IM | MS | P |
| --------------- | - | - | - | - | -- | -- | -- | - |
| Nya Zeeland (D) | 3 | 1 | 1 | 1 | 4  | 2  | +2 | 4 |
| Australien (F)  | 3 | 1 | 1 | 1 | 3  | 3  | 0  | 4 |
| Panama (E)      | 3 | 1 | 0 | 2 | 2  | 4  | −2 | 3 |
| Argentina (B)   | 3 | 1 | 0 | 2 | 3  | 7  | −4 | 3 |
| Nordkorea (A)   | 3 | 0 | 2 | 1 | 3  | 5  | −2 | 2 |
| Kanada (C)      | 3 | 0 | 2 | 1 | 2  | 5  | −3 | 2 |

## Utslagsspel
Fifa beslutade innan turneringens start att matcherna i utslagsspelet ej skulle gå till förlängning vid eventuellt ett oavgjort resultat. Matchen mellan England och Argentina var den enda matchen som slutade oavgjort efter två halvlekar, som fick avgöras med en straffsparksläggning.

### Spelträd
|  | Åttondelsfinaler    | Åttondelsfinaler    |                     |                      | Kvartsfinaler        | Kvartsfinaler         |                   |                   | Semifinaler      | Semifinaler           |                       |   | Final                 | Final                 |
|  | 0                   | 0                   | 0                   | 0                    | 0                    | 0                     | 0                 | 0                 | 0                | 0                     | 0                     | 0 | 0                     | 0                     |
|  | 29 juni – Morelia   | 29 juni – Morelia   | 0                   | 0                    |                      |                       | 0                 | 0                 |                  |                       | 0                     | 0 |                       |                       |
|  | 29 juni – Morelia   | 29 juni – Morelia   | 0                   | 0                    |                      |                       | 0                 | 0                 |                  |                       | 0                     | 0 |                       |                       |
|  | 0 Kongo-Brazzaville | 1                   | 0                   | 0                    |                      |                       | 0                 | 0                 |                  |                       | 0                     | 0 |                       |                       |
|  | 0 Kongo-Brazzaville | 1                   | 0                   | 0                    | 3 juli – Monterrey   |                       | 0                 | 0                 |                  |                       | 0                     | 0 |                       |                       |
|  | 0 Uruguay           | 2                   | 0                   | 0                    |                      |                       | 0                 | 0                 |                  |                       | 0                     | 0 |                       |                       |
|  | 0 Uruguay           | 2                   | 0                   | 0                    | 0 Uruguay            | 2                     | 0                 | 0                 |                  |                       | 0                     | 0 |                       |                       |
|  | 29 juni – Torreón   |                     | 0                   | 0                    | 0 Uruguay            | 2                     | 0                 | 0                 |                  |                       | 0                     | 0 |                       |                       |
|  | 0                   | 0 Uzbekistan        | 0                   | 0                    | 0                    |                       |                   | 0                 |                  |                       | 0                     | 0 |                       |                       |
|  | 0                   | 0 Uzbekistan        | 0                   | 0                    | 0                    | 0 Uzbekistan          | 4                 | 0                 |                  |                       | 0                     | 0 |                       |                       |
|  | 0                   | 0                   | 0                   | 7 juli – Guadalajara | 7 juli – Guadalajara | 0 Uzbekistan          | 4                 | 0                 |                  |                       | 0                     | 0 |                       |                       |
|  | 0                   | 0                   | 0                   | 7 juli – Guadalajara | 7 juli – Guadalajara | 0 Australien          | 0                 | 0                 | 0                |                       | 0                     | 0 |                       |                       |
|  | 0                   |                     |                     | 0 Uruguay            | 3                    | 0 Australien          | 0                 | 0                 | 0                |                       | 0                     | 0 |                       |                       |
|  | 0                   | 29 juni – Monterrey |                     | 0 Uruguay            | 3                    |                       |                   | 0                 |                  |                       | 0                     | 0 |                       |                       |
|  | 0                   | 0                   | 0 Brasilien         | 0                    | 0                    |                       |                   |                   |                  |                       |                       | 0 |                       |                       |
|  | 0                   | 0                   | 0 Brasilien         | 0                    | 0                    | 0 Japan               | 6                 | 0                 |                  |                       |                       | 0 |                       |                       |
|  | 0                   | 0                   | 3 juli – Querétaro  | 3 juli – Querétaro   | 0                    | 0 Japan               | 6                 | 0                 | 0                | 0                     |                       | 0 |                       |                       |
|  | 0                   | 0                   | 3 juli – Querétaro  | 3 juli – Querétaro   | 0                    | 0 Nya Zeeland         | 0                 | 0                 | 0                | 0                     |                       | 0 |                       |                       |
|  | 0                   | 0                   | 0 Japan             | 2                    | 0                    | 0 Nya Zeeland         | 0                 | 0                 |                  |                       |                       | 0 |                       |                       |
|  | 0                   | 0                   | 0 Japan             | 2                    | 0                    | 29 juni – Guadalajara |                   | 0                 |                  |                       |                       | 0 |                       |                       |
|  | 0                   | 0                   | 0 Brasilien         | 3                    | 0                    | 0                     |                   | 0                 |                  |                       |                       | 0 |                       |                       |
|  | 0                   | 0                   | 0 Brasilien         | 3                    | 0                    | 0                     | 0 Brasilien       | 0                 | 2                |                       |                       | 0 |                       |                       |
|  | 0                   | 0                   | 0                   | 0                    | 0                    | 0                     | 0 Brasilien       | 0                 | 2                | 10 juli – Mexico City | 10 juli – Mexico City | 0 |                       |                       |
|  | 0                   | 0                   | 0                   | 0                    | 0                    | 0                     | 0 Ecuador         | 0                 | 0                | 10 juli – Mexico City | 10 juli – Mexico City | 0 |                       |                       |
|  | 0                   | 0                   |                     |                      | 0                    | 0                     | 0 Ecuador         | 0                 | 0                | 0 Uruguay             | 0                     | 0 |                       |                       |
|  | 0                   | 0                   | 30 juni – Querétaro |                      | 0                    | 0                     |                   |                   | 0                | 0 Uruguay             | 0                     | 0 |                       |                       |
|  | 0                   | 0                   | 0                   | 0 Mexiko             | 0                    | 0                     | 2                 |                   | 0                |                       |                       |   |                       |                       |
|  | 0                   | 0                   | 0                   | 0 Mexiko             | 0                    | 0                     | 2                 | 0 Tyskland        | 0                | 4                     |                       |   |                       |                       |
|  | 0                   | 0                   | 0                   | 4 juli – Morelia     | 4 juli – Morelia     | 0                     | 0                 | 0                 | 0                | 4                     |                       |   |                       |                       |
|  | 0                   | 0                   | 0                   | 4 juli – Morelia     | 4 juli – Morelia     | 0                     | 0                 | 0                 | 0 USA            | 0                     | 0                     |   |                       |                       |
|  | 0                   | 0                   | 0                   | 0 Tyskland           | 3                    | 0                     |                   |                   | 0 USA            | 0                     | 0                     |   |                       |                       |
|  | 0                   | 0                   | 0                   | 0 Tyskland           | 3                    | 0                     | 30 juni – Pachuca |                   |                  |                       | 0                     |   |                       |                       |
|  | 0                   | 0                   | 0                   | 0 England            | 2                    | 0                     |                   |                   |                  |                       | 0                     |   |                       |                       |
|  | 0                   | 0                   | 0                   | 0 England            | 2                    | 0                     | 0 England (str.)  | 1 (4)             |                  |                       | 0                     |   |                       |                       |
|  | 0                   | 0                   | 0                   | 0                    | 0                    | 0                     | 0 England (str.)  | 1 (4)             | 7 juli – Torreón | 7 juli – Torreón      | 0                     |   |                       |                       |
|  | 0                   | 0                   | 0                   | 0                    | 0                    | 0                     | 0 Argentina       | 1 (2)             | 7 juli – Torreón | 7 juli – Torreón      | 0                     |   |                       |                       |
|  | 0                   | 0                   | 0                   |                      |                      | 0                     | 0 Argentina       | 1 (2)             | 0 Tyskland       | 2                     | 0                     |   |                       |                       |
|  | 0                   | 0                   | 0                   | 30 juni – Querétaro  |                      | 0                     |                   |                   | 0 Tyskland       | 2                     | 0                     |   |                       |                       |
|  | 0                   | 0                   | 0                   | 0 Mexiko             | 3                    | 0                     | 0                 | Bronsmatch        | Bronsmatch       |                       | 0                     |   |                       |                       |
|  | 0                   | 0                   | 0                   | 0 Mexiko             | 3                    | 0                     | 0                 | Bronsmatch        | Bronsmatch       | 0 Frankrike           | 0                     | 3 |                       |                       |
|  | 0                   | 0                   | 0                   | 4 juli – Pachuca     | 4 juli – Pachuca     | 0                     | 0                 | 0                 | 0                | 0 Frankrike           | 0                     | 3 | 10 juli – Mexico City | 10 juli – Mexico City |
|  | 0                   | 0                   | 0                   | 4 juli – Pachuca     | 4 juli – Pachuca     | 0                     | 0                 | 0                 | 0                | 0 Elfenbenskusten     | 2                     | 0 | 10 juli – Mexico City | 10 juli – Mexico City |
|  | 0                   | 0                   | 0                   | 0 Frankrike          | 1                    | 0                     | 0                 |                   |                  | 0 Elfenbenskusten     | 2                     | 0 | 0 Brasilien           | 3                     |
|  | 0                   | 0                   | 0                   | 0 Frankrike          | 1                    | 0                     | 0                 | 30 juni – Pachuca |                  |                       |                       | 0 | 0 Brasilien           | 3                     |
|  | 0                   | 0                   | 0                   | 0 Mexiko             | 2                    | 0                     | 0                 | 0 Tyskland        | 4                |                       |                       | 0 |                       |                       |
|  | 0                   | 0                   | 0                   | 0 Mexiko             | 2                    | 0                     | 0                 | 0 Tyskland        | 4                | 0 Mexiko              | 2                     | 0 |                       |                       |
|  | 0                   | 0                   | 0                   | 0                    | 0                    | 0                     | 0                 | 0                 | 0                | 0 Mexiko              | 2                     | 0 |                       |                       |
|  | 0                   | 0                   | 0                   | 0                    | 0                    | 0                     | 0                 | 0                 | 0                | 0 Panama              | 0                     | 0 |                       |                       |
|  | 0                   | 0                   | 0                   |                      |                      | 0                     | 0                 |                   |                  | 0 Panama              | 0                     | 0 |                       |                       |

### Åttondelsfinaler
| 37          | 29 juni 2011 | Uzbekistan                                                                                   | 4 – 0           | Australien | Estadio Corona                                            |                                                           |
| 15:00 UTC–5 | 15:00 UTC–5  | Abbosbek Makhstaliev 11′ Timur Khakimov 40′ Connor Chapman 66′ (sjm.) Davlatbek Yarbekov 89′ | (2 – 0) Rapport |            | Torreón Publik: 8 340 Domare: Víctor Hugo Carrillo (Peru) | Torreón Publik: 8 340 Domare: Víctor Hugo Carrillo (Peru) |
| 15:00 UTC–5 | 15:00 UTC–5  |                                                                                              |                 |            | Torreón Publik: 8 340 Domare: Víctor Hugo Carrillo (Peru) | Torreón Publik: 8 340 Domare: Víctor Hugo Carrillo (Peru) |
| 15:00 UTC–5 | 15:00 UTC–5  |                                                                                              |                 |            | Torreón Publik: 8 340 Domare: Víctor Hugo Carrillo (Peru) | Torreón Publik: 8 340 Domare: Víctor Hugo Carrillo (Peru) |

| 38          | 29 juni 2011 | Brasilien                           | 2 – 0           | Ecuador | Estadio Omnilife                                             |                                                              |
| 15:00 UTC–5 | 15:00 UTC–5  | Ademilson 16′ Leonardo Bonatini 87′ | (1 – 0) Rapport |         | Guadalajara Publik: 19 335 Domare: Pavel Kralovec (Tjeckien) | Guadalajara Publik: 19 335 Domare: Pavel Kralovec (Tjeckien) |
| 15:00 UTC–5 | 15:00 UTC–5  |                                     |                 |         | Guadalajara Publik: 19 335 Domare: Pavel Kralovec (Tjeckien) | Guadalajara Publik: 19 335 Domare: Pavel Kralovec (Tjeckien) |
| 15:00 UTC–5 | 15:00 UTC–5  |                                     |                 |         | Guadalajara Publik: 19 335 Domare: Pavel Kralovec (Tjeckien) | Guadalajara Publik: 19 335 Domare: Pavel Kralovec (Tjeckien) |

| 39          | 29 juni 2011 | Kongo-Brazzaville | 1 – 2           | Uruguay                                  | Estadio Morelos                                       |                                                       |
| 18:00 UTC–5 | 18:00 UTC–5  | Binguila 53′      | (0 – 0) Rapport | 65′ Maximiliano Moreira 86′ Gastón Silva | Morelia Publik: 12 350 Domare: Raymon Bogle (Jamaica) | Morelia Publik: 12 350 Domare: Raymon Bogle (Jamaica) |
| 18:00 UTC–5 | 18:00 UTC–5  |                   |                 |                                          | Morelia Publik: 12 350 Domare: Raymon Bogle (Jamaica) | Morelia Publik: 12 350 Domare: Raymon Bogle (Jamaica) |
| 18:00 UTC–5 | 18:00 UTC–5  |                   |                 |                                          | Morelia Publik: 12 350 Domare: Raymon Bogle (Jamaica) | Morelia Publik: 12 350 Domare: Raymon Bogle (Jamaica) |

| 40          | 29 juni 2011 | Japan                                                                                     | 6 – 0           | Nya Zeeland | Estadio Universitario                                    |                                                          |
| 18:00 UTC–5 | 18:00 UTC–5  | Hideki Ishige 20′, 22′ Fumiya Hayakawa 32′, 80′ Kip Colvey 42′ (sjm.) Takumi Minamino 56′ | (4 – 0) Rapport |             | Monterrey Publik: 7 930 Domare: Stephen Studer (Schweiz) | Monterrey Publik: 7 930 Domare: Stephen Studer (Schweiz) |
| 18:00 UTC–5 | 18:00 UTC–5  |                                                                                           |                 |             | Monterrey Publik: 7 930 Domare: Stephen Studer (Schweiz) | Monterrey Publik: 7 930 Domare: Stephen Studer (Schweiz) |
| 18:00 UTC–5 | 18:00 UTC–5  |                                                                                           |                 |             | Monterrey Publik: 7 930 Domare: Stephen Studer (Schweiz) | Monterrey Publik: 7 930 Domare: Stephen Studer (Schweiz) |

| 41          | 30 juni 2011 | Tyskland                                                                | 4 – 0           | USA | Estadio Corregidora                                   |                                                       |
| 15:00 UTC–5 | 15:00 UTC–5  | Koray Günter 20′ Mitchell Weiser 40′ Samed Yeşil 43′ Marvin Ducksch 50′ | (3 – 0) Rapport |     | Querétaro Publik: 16 191 Domare: Omar Ponce (Ecuador) | Querétaro Publik: 16 191 Domare: Omar Ponce (Ecuador) |
| 15:00 UTC–5 | 15:00 UTC–5  |                                                                         |                 |     | Querétaro Publik: 16 191 Domare: Omar Ponce (Ecuador) | Querétaro Publik: 16 191 Domare: Omar Ponce (Ecuador) |
| 15:00 UTC–5 | 15:00 UTC–5  |                                                                         |                 |     | Querétaro Publik: 16 191 Domare: Omar Ponce (Ecuador) | Querétaro Publik: 16 191 Domare: Omar Ponce (Ecuador) |

| 42          | 30 juni 2011 | England                                                                  | 1 – 1                      | Argentina                                               | Estadio Hidalgo                                                          |                                                                          |
| 15:00 UTC–5 | 15:00 UTC–5  | Raheem Sterling 40′                                                      | (1 – 1) Rapport            | 12′ Maximiliano Padilla                                 | Pachuca de Soto Publik: 6 807 Domare: Nawaf Ghayyath Shukralla (Bahrain) | Pachuca de Soto Publik: 6 807 Domare: Nawaf Ghayyath Shukralla (Bahrain) |
| 15:00 UTC–5 | 15:00 UTC–5  |                                                                          |                            |                                                         | Pachuca de Soto Publik: 6 807 Domare: Nawaf Ghayyath Shukralla (Bahrain) | Pachuca de Soto Publik: 6 807 Domare: Nawaf Ghayyath Shukralla (Bahrain) |
| 15:00 UTC–5 | 15:00 UTC–5  | Sam Magri Adam Morgan Max Clayton Jake Forster-Caskey Nathaniel Chalobah | Straffsparksläggning 4 – 2 | Lucas Ocampos Lucas Pugh Gaspar Iñíguez Agustin Allione | Pachuca de Soto Publik: 6 807 Domare: Nawaf Ghayyath Shukralla (Bahrain) | Pachuca de Soto Publik: 6 807 Domare: Nawaf Ghayyath Shukralla (Bahrain) |

| 43          | 30 juni 2011 | Frankrike                                       | 3 – 2           | Elfenbenskusten                                 | Estadio Corregidora                                          |                                                              |
| 18:00 UTC–5 | 18:00 UTC–5  | Yassine Benzia 37′ (str.), 74′ Lenny Nangis 65′ | (1 – 2) Rapport | 3′ Souleymane Coulibaly 25′ Drissa Diarrassouba | Querétaro Publik: 18 192 Domare: Elmer Bonilla (El Salvador) | Querétaro Publik: 18 192 Domare: Elmer Bonilla (El Salvador) |
| 18:00 UTC–5 | 18:00 UTC–5  |                                                 |                 |                                                 | Querétaro Publik: 18 192 Domare: Elmer Bonilla (El Salvador) | Querétaro Publik: 18 192 Domare: Elmer Bonilla (El Salvador) |
| 18:00 UTC–5 | 18:00 UTC–5  |                                                 |                 |                                                 | Querétaro Publik: 18 192 Domare: Elmer Bonilla (El Salvador) | Querétaro Publik: 18 192 Domare: Elmer Bonilla (El Salvador) |

| 44          | 30 juni 2011 | Mexiko                           | 2 – 0           | Panama | Estadio Hidalgo                                                  |                                                                  |
| 18:00 UTC–5 | 18:00 UTC–5  | Carlos Fierro 2′ Marco Bueno 89′ | (1 – 0) Rapport |        | Pachuca de Soto Publik: 15 415 Domare: Svein Oddvar Moen (Norge) | Pachuca de Soto Publik: 15 415 Domare: Svein Oddvar Moen (Norge) |
| 18:00 UTC–5 | 18:00 UTC–5  |                                  |                 |        | Pachuca de Soto Publik: 15 415 Domare: Svein Oddvar Moen (Norge) | Pachuca de Soto Publik: 15 415 Domare: Svein Oddvar Moen (Norge) |
| 18:00 UTC–5 | 18:00 UTC–5  |                                  |                 |        | Pachuca de Soto Publik: 15 415 Domare: Svein Oddvar Moen (Norge) | Pachuca de Soto Publik: 15 415 Domare: Svein Oddvar Moen (Norge) |

### Kvartsfinaler
| 45          | 3 juli 2011 | Uruguay                                    | 2 – 0           | Uzbekistan | Estadio Universitario                                   |                                                         |
| 15:00 UTC–5 | 15:00 UTC–5 | Santiago Charamoni 29′ Rodrigo Aguirre 64′ | (1 – 0) Rapport |            | Monterrey Publik: 11 015 Domare: Néant Alioum (Kamerun) | Monterrey Publik: 11 015 Domare: Néant Alioum (Kamerun) |
| 15:00 UTC–5 | 15:00 UTC–5 |                                            |                 |            | Monterrey Publik: 11 015 Domare: Néant Alioum (Kamerun) | Monterrey Publik: 11 015 Domare: Néant Alioum (Kamerun) |
| 15:00 UTC–5 | 15:00 UTC–5 |                                            |                 |            | Monterrey Publik: 11 015 Domare: Néant Alioum (Kamerun) | Monterrey Publik: 11 015 Domare: Néant Alioum (Kamerun) |

| 46          | 3 juli 2011 | Japan                                  | 2 – 3           | Brasilien                                              | Estadio Corregidora                                             |                                                                 |
| 18:00 UTC–5 | 18:00 UTC–5 | Shoya Nakajima 77′ Fumiya Hayakawa 88′ | (0 – 1) Rapport | 16′ Leonardo Bonatini 48′ Ademilson 60′ Adryan Tavares | Querétaro Publik: 30 123 Domare: Roberto García Orozco (Mexiko) | Querétaro Publik: 30 123 Domare: Roberto García Orozco (Mexiko) |
| 18:00 UTC–5 | 18:00 UTC–5 |                                        |                 |                                                        | Querétaro Publik: 30 123 Domare: Roberto García Orozco (Mexiko) | Querétaro Publik: 30 123 Domare: Roberto García Orozco (Mexiko) |
| 18:00 UTC–5 | 18:00 UTC–5 |                                        |                 |                                                        | Querétaro Publik: 30 123 Domare: Roberto García Orozco (Mexiko) | Querétaro Publik: 30 123 Domare: Roberto García Orozco (Mexiko) |

| 47          | 4 juli 2011 | Tyskland                           | 3 – 2           | England                              | Estadio Morelos                                          |                                                          |
| 15:00 UTC–5 | 15:00 UTC–5 | Samed Yeşil 7′, 53′ Kaan Ayhan 24′ | (2 – 0) Rapport | 67′ (str.) Sam Magri 83′ Hallam Hope | Morelia Publik: 16 020 Domare: Pavel Královec (Tjeckien) | Morelia Publik: 16 020 Domare: Pavel Královec (Tjeckien) |
| 15:00 UTC–5 | 15:00 UTC–5 |                                    |                 |                                      | Morelia Publik: 16 020 Domare: Pavel Královec (Tjeckien) | Morelia Publik: 16 020 Domare: Pavel Královec (Tjeckien) |
| 15:00 UTC–5 | 15:00 UTC–5 |                                    |                 |                                      | Morelia Publik: 16 020 Domare: Pavel Královec (Tjeckien) | Morelia Publik: 16 020 Domare: Pavel Královec (Tjeckien) |

| 48          | 4 juli 2011 | Frankrike        | 1 – 2   | Mexiko                                | Estadio Hidalgo                                                               |                                                                               |
| 18:00 UTC–5 | 18:00 UTC–5 | Jordan Ikoko 17′ | Rapport | 14′ Kevin Escamilla 50′ Carlos Fierro | Pachuca de Soto Publik: 21 960 Domare: Ali Al Badwawi (Förenade arabemiraten) | Pachuca de Soto Publik: 21 960 Domare: Ali Al Badwawi (Förenade arabemiraten) |
| 18:00 UTC–5 | 18:00 UTC–5 |                  |         |                                       | Pachuca de Soto Publik: 21 960 Domare: Ali Al Badwawi (Förenade arabemiraten) | Pachuca de Soto Publik: 21 960 Domare: Ali Al Badwawi (Förenade arabemiraten) |
| 18:00 UTC–5 | 18:00 UTC–5 |                  |         |                                       | Pachuca de Soto Publik: 21 960 Domare: Ali Al Badwawi (Förenade arabemiraten) | Pachuca de Soto Publik: 21 960 Domare: Ali Al Badwawi (Förenade arabemiraten) |

### Semifinaler
| 49          | 7 juli 2011 | Uruguay                                                             | 3 – 0           | Brasilien | Estadio Omnilife                                              |                                                               |
| 15:00 UTC–5 | 15:00 UTC–5 | Elbio Álvarez 20′ (str.) Juan San Martín 72′ Guillermo Méndez 90+5′ | (1 – 0) Rapport |           | Guadalajara Publik: 29 315 Domare: Alexey Nikolaev (Ryssland) | Guadalajara Publik: 29 315 Domare: Alexey Nikolaev (Ryssland) |
| 15:00 UTC–5 | 15:00 UTC–5 |                                                                     |                 |           | Guadalajara Publik: 29 315 Domare: Alexey Nikolaev (Ryssland) | Guadalajara Publik: 29 315 Domare: Alexey Nikolaev (Ryssland) |
| 15:00 UTC–5 | 15:00 UTC–5 |                                                                     |                 |           | Guadalajara Publik: 29 315 Domare: Alexey Nikolaev (Ryssland) | Guadalajara Publik: 29 315 Domare: Alexey Nikolaev (Ryssland) |

| 50          | 7 juli 2011 | Tyskland                     | 2 – 3           | Mexiko                                                | Estadio Corona                                      |                                                     |
| 18:00 UTC–5 | 18:00 UTC–5 | Samed Yeşil 10′ Emre Can 60′ | (1 – 1) Rapport | 3′, 90′ Julio Gómez González 76′ Jonathan Espericueta | Torreón Publik: 26 086 Domare: Omar Ponce (Ecuador) | Torreón Publik: 26 086 Domare: Omar Ponce (Ecuador) |
| 18:00 UTC–5 | 18:00 UTC–5 |                              |                 |                                                       | Torreón Publik: 26 086 Domare: Omar Ponce (Ecuador) | Torreón Publik: 26 086 Domare: Omar Ponce (Ecuador) |
| 18:00 UTC–5 | 18:00 UTC–5 |                              |                 |                                                       | Torreón Publik: 26 086 Domare: Omar Ponce (Ecuador) | Torreón Publik: 26 086 Domare: Omar Ponce (Ecuador) |

### Match om tredjepris
| 51          | 10 juli 2011 | Brasilien                                                     | 3 – 2   | Tyskland                                                  | Aztekastadion                                                     |                                                                   |
| 15:00 UTC–5 | 15:00 UTC–5  | Wellington Melo dos Santos 22′ Adryan Tavares 29′ (str.), 33′ | Rapport | 20′, 63′ Okan Aydın 45+1′ Koray Günter 55′ Levent Ayçiçek | Mexico City Publik: 94 379 Domare: Roberto García Orozco (Mexiko) | Mexico City Publik: 94 379 Domare: Roberto García Orozco (Mexiko) |
| 15:00 UTC–5 | 15:00 UTC–5  |                                                               |         |                                                           | Mexico City Publik: 94 379 Domare: Roberto García Orozco (Mexiko) | Mexico City Publik: 94 379 Domare: Roberto García Orozco (Mexiko) |
| 15:00 UTC–5 | 15:00 UTC–5  |                                                               |         |                                                           | Mexico City Publik: 94 379 Domare: Roberto García Orozco (Mexiko) | Mexico City Publik: 94 379 Domare: Roberto García Orozco (Mexiko) |

### Final
| 52          | 10 juli 2011 | Uruguay | 0 – 2           | Mexiko                                     | Aztekastadion                                                |                                                              |
| 18:00 UTC–5 | 18:00 UTC–5  |         | (0 – 1) Rapport | 31′ Antonio Briseño 90+2′ Giovani Casillas | Mexico City Publik: 98 943 Domare: Svein Oddvar Moen (Norge) | Mexico City Publik: 98 943 Domare: Svein Oddvar Moen (Norge) |
| 18:00 UTC–5 | 18:00 UTC–5  |         |                 |                                            | Mexico City Publik: 98 943 Domare: Svein Oddvar Moen (Norge) | Mexico City Publik: 98 943 Domare: Svein Oddvar Moen (Norge) |
| 18:00 UTC–5 | 18:00 UTC–5  |         |                 |                                            | Mexico City Publik: 98 943 Domare: Svein Oddvar Moen (Norge) | Mexico City Publik: 98 943 Domare: Svein Oddvar Moen (Norge) |

## Sammanställning
| Nr | Lag               | S | V | O | F | GM | IM | MS  | P  |
| -- | ----------------- | - | - | - | - | -- | -- | --- | -- |
| 1  | Mexiko            | 7 | 7 | 0 | 0 | 17 | 7  | +10 | 21 |
| 2  | Uruguay           | 7 | 5 | 0 | 2 | 11 | 5  | +6  | 15 |
| 3  | Tyskland          | 7 | 6 | 0 | 1 | 24 | 9  | +15 | 18 |
| 4  | Brasilien         | 7 | 4 | 1 | 2 | 15 | 12 | +3  | 13 |
| 5  | Japan             | 5 | 3 | 1 | 1 | 13 | 5  | +8  | 10 |
| 6  | Uzbekistan        | 5 | 3 | 0 | 2 | 9  | 8  | +1  | 9  |
| 7  | England           | 5 | 2 | 2 | 1 | 9  | 6  | +3  | 8  |
| 8  | Frankrike         | 5 | 2 | 2 | 1 | 9  | 6  | +3  | 8  |
| 9  | Ecuador           | 4 | 2 | 0 | 2 | 5  | 9  | −4  | 6  |
| 10 | Elfenbenskusten   | 4 | 1 | 1 | 2 | 10 | 10 | 0   | 4  |
| 11 | Kongo-Brazzaville | 4 | 1 | 1 | 2 | 4  | 5  | −1  | 4  |
| 12 | USA               | 4 | 1 | 1 | 2 | 4  | 6  | −2  | 4  |
| 13 | Argentina         | 4 | 1 | 1 | 2 | 4  | 8  | −4  | 4  |
| 13 | Nya Zeeland       | 4 | 1 | 1 | 2 | 4  | 8  | −4  | 4  |
| 15 | Australien        | 4 | 1 | 1 | 2 | 3  | 7  | −4  | 4  |
| 16 | Panama            | 4 | 1 | 0 | 3 | 2  | 6  | −4  | 3  |
| 17 | Tjeckien          | 3 | 1 | 0 | 2 | 2  | 5  | −3  | 3  |
| 18 | Nordkorea         | 3 | 0 | 2 | 1 | 3  | 5  | −2  | 2  |
| 19 | Kanada            | 3 | 0 | 2 | 1 | 2  | 5  | −3  | 2  |
| 20 | Nederländerna     | 3 | 0 | 1 | 2 | 3  | 5  | −2  | 1  |
| 21 | Jamaica           | 3 | 0 | 1 | 2 | 2  | 4  | −2  | 1  |
| 22 | Rwanda            | 3 | 0 | 1 | 2 | 0  | 3  | −3  | 1  |
| 23 | Danmark           | 3 | 0 | 1 | 2 | 3  | 8  | −5  | 1  |
| 24 | Burkina Faso      | 3 | 0 | 0 | 3 | 0  | 6  | −6  | 0  |